# Cyclisme au Festival olympique de la jeunesse européenne 2019
Navigation
2017 2022
Les épreuves de cyclisme sur route au Festival olympique de la jeunesse européenne 2019 ont lieu dans les rues de Bakou en Azerbaïdjan du 23 au 25 juillet 2019.

## Résultats

### Podiums masculin
| Compétitions     | Or                  | Argent               | Bronze                       |
| ---------------- | ------------------- | -------------------- | ---------------------------- |
| Course en ligne  | Madis Mihkels (EST) | Dario Belletta (ITA) | Martin Svrcek (SVK)          |
| Contre-la-montre | Madis Mihkels (EST) | Dario Belletta (ITA) | Konstantin Aladashvili (RUS) |

### Podiums féminin
| Compétitions     | Or                  | Argent                 | Bronze                     |
| ---------------- | ------------------- | ---------------------- | -------------------------- |
| Course en ligne  | Zoe Bäckstedt (GBR) | Francesca Barale (ITA) | Alena Ivanchenko (RUS)     |
| Contre-la-montre | Zoe Bäckstedt (GBR) | Alena Ivanchenko (RUS) | Laura Lizette Sander (EST) |

### Tableau des médailles
| Rang  | Nation          | Or | Argent | Bronze | Total |
| ----- | --------------- | -- | ------ | ------ | ----- |
| 1.    | Estonie         | 2  | 0      | 1      | 3     |
| 2.    | Grande-Bretagne | 2  | 0      | 0      | 2     |
| 3.    | Italie          | 0  | 3      | 0      | 3     |
| 4.    | Russie          | 0  | 1      | 2      | 3     |
| 5.    | Slovaquie       | 0  | 0      | 1      | 1     |
| Razem | Razem           | 4  | 4      | 4      | 12    |